# Platypodium viride
Platypodium viride är en ärtväxtart som beskrevs av Julius Rudolph Theodor Vogel. Platypodium viride ingår i släktet Platypodium och familjen ärtväxter. Inga underarter finns listade i Catalogue of Life.